# Diamanti (Antonello Venditti)
Diamanti è una antologia delle canzoni di Antonello Venditti.
Nel 2006 è uscito un cofanetto contenente 3 CD per un totale di 46 tracce, successivamente nel 2007 è stata pubblicata una versione light di 1 CD di 16 canzoni.
Alla fine del 2007, l'album aveva venduto oltre 250 000 copie in Italia.

## Cofanetto triplo CD (2006)

### CD 1
1. Alta marea – 5:17
2. Che fantastica storia è la vita – 5:57
3. Ci vorrebbe un amico – 3:53
4. 21 modi per dirti ti amo – 5:00
5. Amici mai – 5:15
6. Piero e Cinzia – 5:02
7. Settembre – 3:46
8. Questa insostenibile leggerezza dell'essere – 4:22
9. Qui – 4:04
10. Le tue mani su di me – 3:42
11. Lo stambecco ferito – 9:38
12. C'è un cuore che batte nel cuore – 5:26
13. Giulia (live) – 4:58
14. Sotto il segno dei pesci (live) – 6:09
15. Roma capoccia (live) – 5:07

### CD 2
1. Ogni volta – 4:55
2. Giulio Cesare – 5:55
3. Benvenuti in paradiso – 5:32
4. Stella – 3:55
5. Lacrime di pioggia – 3:58
6. Sora Rosa – 4:14
7. Dimmelo tu cos'è – 4:26
8. Raggio di luna – 6:44
9. Il compleanno di Cristina – 5:22
10. Le cose della vita – 2:48
11. Compagno di scuola – 5:58
12. Miraggi – 5:29
13. Modena (live) – 8:07
14. Bomba o non bomba (live) – 6:11
15. Roma Roma (live) – 3:15

### CD 3
1. In questo mondo di ladri – 4:51
2. Mitico amore – 5:23
3. Ricordati di me – 5:14
4. Notte prima degli esami – 4:44
5. Peppino – 3:28
6. Segreti – 4:46
7. Che tesoro che sei – 5:23
8. Centocittà – 5:18
9. Le ragazze di Monaco – 3:45
10. Una stupida e lurida storia d'amore – 3:42
11. Lilly – 6:06
12. Mio padre ha un buco in gola – 3:59
13. Sara (live) – 4:06
14. Buona domenica (live) – 6:27
15. Grazie Roma (live) – 4:00
16. L'amore insegna agli uomini – 4:17

## Versione unico CD (2007)
1. Alta marea
2. Che fantastica storia è la vita
3. Ci vorrebbe un amico
4. Amici mai
5. Giulio Cesare
6. Ogni volta
7. Benvenuti in paradiso
8. Le cose della vita
9. Che tesoro che sei
10. Sora Rosa
11. Dimmelo tu cos'è
12. Ricordati di me
13. Notte prima degli esami
14. In questo mondo di ladri
15. Roma capoccia (live)
16. Grazie Roma (live)

Nota:

Nel 2018 è uscito una versione in doppio vinile che contiene la stessa tracklist del 2007.

## Formazione
- Antonello Venditti - voce, tastiera, pianoforte, eminent
- Francesco De Gregori - voce, chitarra
- Mike Brill, Hugh Bullen, Fabio Pignatelli, Marco Nanni, Adriano Lo Giudice, Mauro Formica, Cesare Chiodo - basso
- Giorgio Lo Cascio, Douglas Maekin, Dave Sumner, Saro Liotta, George Sims, Ivan Graziani - chitarra
- Derek Wilson - batteria, programmazione, basso
- Maurizio Giammarco, Nicola Samale - flauto
- Olimpio Petrossi, Roger Smith - basso e chitarra
- Enrico Ciacci - chitarra a 12 corde
- Franco Di Stefano, Walter Calloni, Marcello Vento  - batteria e percussioni
- Alberto Visentin - tastiera
- Claudio Maioli - pianoforte e tastiera
- Claudio Pascoli, Gato Barbieri, Umberto Gnassi, Massimo Zagonari, Enzo Avitabile, Antonio Marangolo, Amedeo Bianchi, Franco Marinacci - sassofono
- Gabriella Ferroni - voce soprano
- Andrea Carpi - chitarra classica ed acustica
- Pablo Romero - tiple, quena, chitarra classica e charango
- Carlo Siliotto - violino e percussioni
- Renato Bartolini - chitarra folk, chitarra a 12 corde, chitarra classica, chitarra elettrica ed acustica, mandolino
- Rodolfo Lamorgese - chitarra a 12 corde, percussioni, armonica, chitarra elettrica ed acustica
- Claudio Prosperini, Massimo Morante, Ricky Portera, Ron, Claudio Bazzari, Mauro Paoluzzi, Mario Schilirò, Maurizio Perfetto - chitarra acustica ed elettrica
- Marco Vannozzi - basso e contrabbasso
- Marco Valentini - sassofono tenore e soprano
- Agostino Marangolo, Walter Martino, Duilio Sorrenti, Walter Gonini, Giovanni Pezzoli, Alessandro Canini - batteria
- Andrea Carpi, Doug Parry - chitarra acustica Salvatore Russo
- Maurizio Guarini, Aldo Banfi - sintetizzatore
- Alessandro Centofanti - pianoforte, sintetizzatore, percussioni, tastiera e organo Hammond
- Baba Yaga - cori
- Michelangelo Romano - cori
- Maurizio Preti, Sergio Quarta - percussioni
- Lucio Fabbri - violino
- Luciano Biasutti, Giuseppe Favale, G. Moscatelli - tromba e flicorno
- Giancarlo Porro - sassofono e clarinetto
- Fabio Pignatelli - basso, programmazione, organo, batteria e percussioni
- Marco Rinalduzzi – chitarra acustica ed elettrica, programmazione
- Marco Colucci – pianoforte, sintetizzatore, tastiera e organo Hammond
- Roberto Giuliani – pianoforte e sintetizzatore
- Fratelli Balestra, Mint Juleps, Sandra Charles, Julie Isaac, Debbie Logworth – cori
- Carlo Verdone – batteria e percussioni, voce
- Danilo Cherni – tastiera e organo
- Demo Morselli - tromba, flicorno, fiati
- Stephen Head - programmazione
- M. Pirone, Alfredo Posillipo, Ambrogio Frigerio, Dino Gnassi - trombone
- Ferruccio Corsi - sassofono e flauto
- Lanfranco Fornari - batteria
- Toti Panzanelli - basso, chitarra solista, chitarra acustica ed elettrica
- Bruno Zucchetti - tastiera, programmazione, archi, cori
- Maurizio Fabrizio - pianoforte
- Enrico Cremonesi - batteria elettronica
- Settimo Savioli, Paki Panunzio - tromba

## Classifiche

### Classifiche settimanali
| Classifica (2006) | Posizione massima |
| ----------------- | ----------------- |
| Italia            | 5                 |

### Classifiche di fine anno
| Classifica (2006) | Posizione |
| ----------------- | --------- |
| Italia            | 39        |
| Classifica (2007) | Posizione |
| Italia            | 27        |